# 2048 Dwornik
2048 Dwornik eller 1973 QA är en asteroid i huvudbältet som upptäcktes den 27 augusti 1973 av den amerikanske astronomen Eleanor F. Helin vid Palomarobservatoriet. Den är uppkallad efter Stephen A. Dwornik.
Asteroiden har en diameter på ungefär 2 kilometer och den tillhör asteroidgruppen Hungaria.